# 李遵 (征东府司马)
李遵（465年—508年），字良轨，赵郡柏人县（今河北省邢台市隆尧县）人，出自赵郡李氏东祖，北魏官员。

## 生平
李遵有学业和品德，一开始担任奉朝请、尚书度支郎。北魏迁都洛阳后，李遵担任营构将。太和十八年十一月甲申（494年12月26日），魏孝文帝经过比干墓，亲自为比干撰写吊文，李遵也作为82名随祭官之一跟随参与了这次巡视，当时的题名为“尚书郎中、臣赵郡李良轨”，在所有82名随祭官中排在第81位。魏孝文帝南征南齐，李遵出任行台郎。北魏军队返回后，李遵出任太子步兵校尉。魏宣武帝元恪初年，李遵转任步兵校尉，兼任散骑侍郎，作为东北道使卢昶的副手，回朝后出任司空咨议，加中垒将军。京兆王元愉以征东将军出任冀州刺史时，李遵担任征东府司马。元愉在冀州自立为皇帝谋反，召集州府官吏将事情告知，李遵不从，被元愉杀死，李遵时年虚岁四十四。元愉被平定后，朝廷赐予李遵布帛二百匹，赠予征虏将军、幽州刺史，谥号简，授予李遵的儿子李浑给事中。

## 家庭

### 父亲
- 李综，北魏代理河间郡太守

### 夫人
- 河间邢氏，北魏瀛洲主簿邢修年之女[8][9]

### 子女
- 李浑，北齐征东将军、海州刺史、泾阳县男
- 李绘，北齐平南将军、司徒右长史
- 李纬，东魏征虏将军、太子家令